# Phorocera mucrocornis
Phorocera mucrocornis är en tvåvingeart som först beskrevs av Macquart 1851.  Phorocera mucrocornis ingår i släktet Phorocera och familjen parasitflugor. Inga underarter finns listade i Catalogue of Life.